# Мата-де-Куельяр
Мата-де-Куельяр (ісп. Mata de Cuéllar) — муніципалітет в Іспанії, у складі автономної спільноти Кастилія-і-Леон, у провінції Сеговія. Населення — 300 осіб (2010).
Муніципалітет розташований на відстані близько 130 км на північний захід від Мадрида, 60 км на північний захід від Сеговії.

## Демографія
Динаміка населення (INE ):